# Oncocalamus macrospathus
Oncocalamus macrospathus är en enhjärtbladig växtart som beskrevs av Karl Ewald Maximilian Burret. Oncocalamus macrospathus ingår i släktet Oncocalamus och familjen Arecaceae. Inga underarter finns listade i Catalogue of Life.